# 皮昆萊烏富
39°31′S 69°15′W / 39.517°S 69.250°W

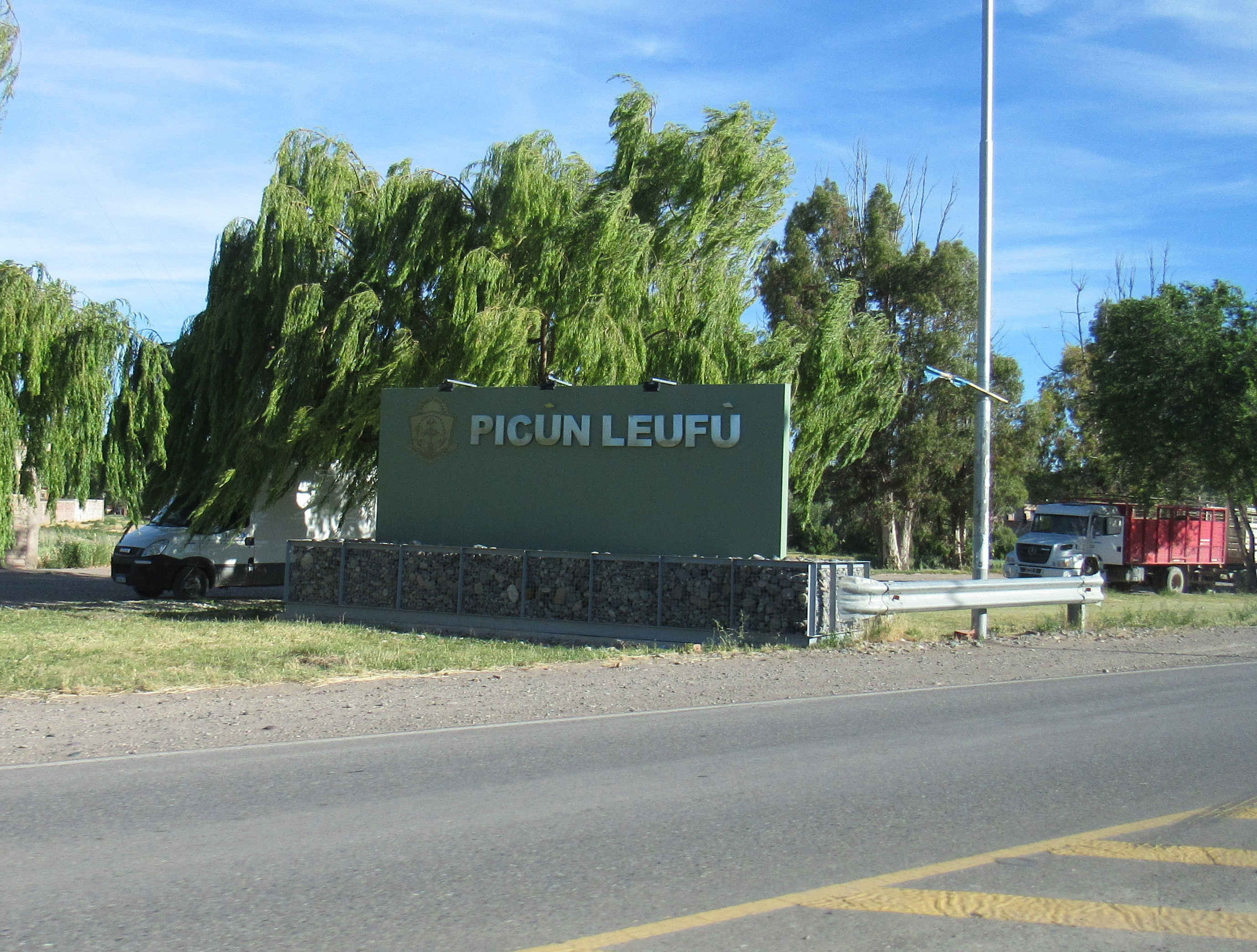
皮昆萊烏富

皮昆萊烏富（西班牙語：Picún Leufú），是阿根廷的城鎮，位於該國西部內烏肯省，是皮昆萊烏富縣的首府，始建於1971年9月12日，面積138.8平方公里，海拔高度411米，2001年人口3,144，人口密度每平方公里22.65人。